# Arcidiecéze trnavská
Arcidiecéze trnavská (lat. Archidioecesis Tyrnaviensis, slovensky Trnavská arcidiecéza) je slovenská římskokatolická arcidiecéze. Arcibiskupem trnavským je od 11. července 2013 Mons. Ján Orosch.

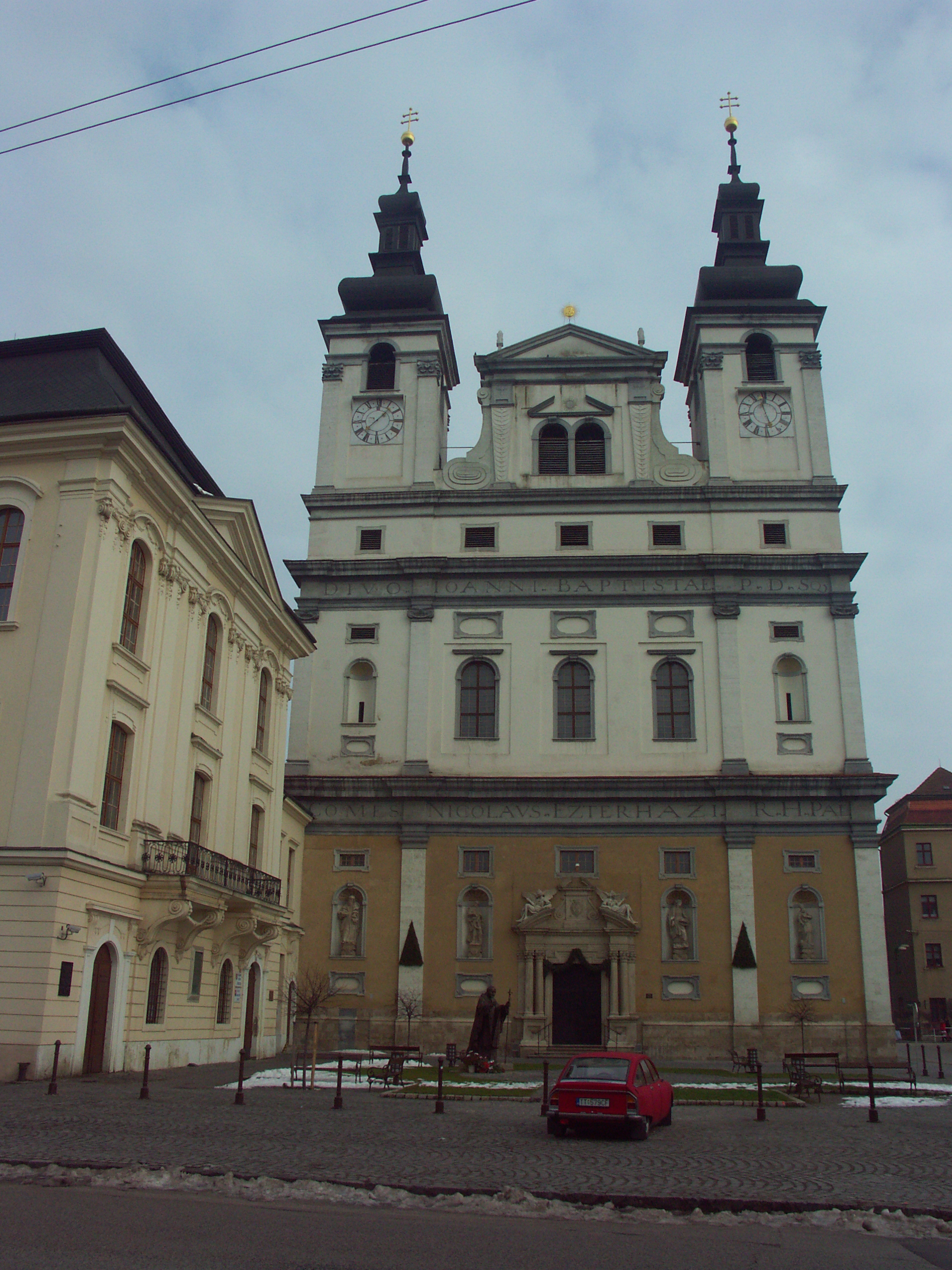
Katedrála Jana Křtitele v Trnavě

## Historie
Arcidiecéze vznikla jako metropolitní stolec 14. února 2008 rozdělením arcidiecéze bratislavsko-trnavské, která se sama jako arcidiecéze trnavská nazývala v letech 1977–1995. Je sufragánní diecézí bratislavské arcidiecéze. Jedná se o méně častý případ, kdy je (sufragánní) arcidiecéze podřízena arcidiecézi metropolitní.